# Haptotrichion
Haptotrichion es un género de plantas con flores perteneciente a la familia de las asteráceas. Comprende 2 especies descritas y  aceptadas. Es originario de Australia.

## Taxonomía
El género fue descrito por Paul Graham Wilson y publicado en Nuytsia 8(3): 422. 1992. La especie tipo es: Haptotrichion conicum (B.L.Turner) Paul G.Wilson

## Especies
A continuación se brinda un listado de las especies del género Haptotrichion aceptadas hasta agosto de 2012, ordenadas alfabéticamente. Para cada una se indica el nombre binomial seguido del autor, abreviado según las convenciones y usos.
- Haptotrichion colwillii Paul G.Wilson
- Haptotrichion conicum (B.L.Turner) Paul G.Wilson